# Fun Lovin’ Criminals
Fun Lovin' Criminals (также используется акроним FLC) — американская альтернативная блюз / рок-группа из Нью-Йорка. Их музыкальный стиль эклектичен, содержит в себе элементы хип-хопа, рока, фанка, блюза и джаза. Тексты их песен посвящены городской жизни, особенно Нью-Йорка. Они раскрывают такие темы, как организованная преступность, рекреационное использование наркотиков, насилие, бедность и политика. Их песни неприукрашены и экзистенциальны в своей природе, но весьма смешны и сатиричны. В первую очередь они известны своей песней «Scooby Snacks», которая содержит диалоги из фильмов Квентина Тарантино.
Группа стала популярной во всём мире, особенно в северной Европе, после выпуска первых 2-х альбомов в конце 90-х годов XX века.

## История
Группа была создана в 1993 году Хью Морганом, Брайаном Лейзером и Стивом Боровини после того, как Лейзер, друживший со Стивом и работавший с ним в клубе, встретил там Моргана. Они начали играть вместе и впервые выступили в родном клубе, когда приглашённые артисты не прибыли. Во время одного из этих концертов они привлекли внимание музыкального лейбла EMI, и им предложили подписать контракт со звукозаписывающей компанией.
Их дебютный альбом Come Find Yourself вышел в 1996 году. В американских чартах пластинка в коммерческом плане провалилась, но она оказалась успешной на международном уровне, достигнув 7 места в британских хит-парадах. Именно благодаря успеху в Великобритании Fun Lovin' Criminals остались на EMI и, продолжая турне, записали свой второй альбом — 100% Colombian. Однако их ожидал плохой приём в США, и они были исключены из внутреннего контракта с лейблом, но их достижения были сохранены на мировом уровне.
В 1999 году Стив Боровини оставил группу и был заменён Максвеллом Джейсон (Мэки). Мэки был временной заменой, в группе считали, что Стив вернётся. Третий студийный альбом группы Loco был выпущен в начале 2001 года; когда стало ясно, что Боровини не собирался возвращаться, на его место была найдена постоянная замена — Марк Рид, ранее работавший в группе техником Мэки.
Последующие альбомы группы не достигли успехов их ранних работ — их следующий студийный альбом не попал в 20 лучших в Великобритании, а компиляции смогли достигнуть только 11 места. Иногда группа проводила гастрольные турне, где она и сделала запись нового материала.
В июне 2008 года группа выступила на фестивале в Гластонбери, сыграв на Jazz World Stage. На этом фестивале Fun Lovin' Criminals не впервые, раньше было выступление в 1999 году на Pyramid Stage.
1 марта 2010 года был выпущен шестой студийный альбом — Classic Fantastic. Европейский тур группы начнётся с 6 марта 2010 года.

## Дискография

### Студийные альбомы
| Год  | Альбом | Чарты | Чарты |
| Год  | Альбом | U.K.  | U.S.  |
| ---- | --- | ----- | ----- |
| 1996 | Come Find Yourself - Дата выхода: 20 февраля 1996 года - Лейбл: Capitol Records/Chrysalis/EMI/Silver Spotlight Records | 7     | 144   |
| 1998 | 100% Colombian - Дата выхода: 31 августа 1998 года - Лейбл: Capitol Records/Chrysalis/EMI                              | 3     | -     |
| 2001 | Loco - Дата выхода: 6 марта 2001 года - Лейбл: EMI                                                                     | 5     | -     |
| 2003 | Welcome to Poppy's - Дата выхода: 9 сентября 2003 года - Лейбл: Sanctuary Records                                      | 20    | -     |
| 2005 | Livin' in the City - Дата выхода: 16 августа 2005 года - Лейбл: Sanctuary Records                                      | 57    | -     |
| 2010 | Classic Fantastic - Дата выхода: 1 марта 2010 года - Лейбл: Kilohertz                                                  | 112   | -     |

### Сборники
| Год  | Альбом | Чарты |
| Год  | Альбом | U.K.  |
| ---- | --- | ----- |
| 1999 | Mimosa - Дата выхода: 7 декабря 1999 года - Лейбл: Capitol Records/Chrysalis/EMI - Примечания: Коллекция новых песен и би-сайдов | 37    |
| 2002 | Bag of Hits - Дата выхода: 9 июля 2002 года - Примечания: Ранние издание содержат диск с ремиксами                               | 11    |
| 2003 | Scooby Snacks: The Collection - Дата выхода: 8 июля 2003 года - Примечания: Сборник лучших песен                                 | -     |
| 2004 | A's, B's and Rarities - Дата выхода: 2 марта 2004 - Примечания: Сборник из 3 CD                                                  | -     |

### EP
| Год  | НАзвание                                                                      |
| ---- | ----------------------------------------------------------------------------- |
| 1995 | Fun Lovin' Criminals - Budget : ноябрь 1995 - Лейбл: Silver Spotlight Records |

### Синглы
| Год  | Название                            | Альбом                      | Чарты | Чарты    | Чарты            |
| Год  | Название                            | Альбом                      | U.K.  | Ирландия | U.S. Modern Rock |
| ---- | ----------------------------------- | --------------------------- | ----- | -------- | ---------------- |
| 1996 | «The Grave And The Constant»        | Come Find Yourself          | 72    | -        | -                |
| 1996 | «Scooby Snacks»                     | Come Find Yourself          | 22    | -        | 14               |
| 1996 | «The Fun Lovin' Criminal»           | Come Find Yourself          | 26    | -        | -                |
| 1997 | «King Of New York»                  | Come Find Yourself          | 28    | -        | -                |
| 1997 | «I'm Not In Love» / «Scooby Snacks» | Mimosa / Come Find Yourself | 12    | 27       | -                |
| 1998 | «Love Unlimited»                    | 100% Colombian              | 18    | -        | -                |
| 1998 | «Big Night Out»                     | 100% Colombian              | 29    | -        | -                |
| 1999 | «Korean Bodega»                     | 100% Colombian              | 15    | -        | -                |
| 2001 | «Loco»                              | Loco                        | 5     | 22       | -                |
| 2001 | «Bump» / «Run Daddy Run»            | Loco                        | 50    | -        | -                |
| 2003 | «Too Hot»                           | Welcome to Poppy's          | 61    | -        | -                |
| 2003 | «Beautiful»                         | Welcome to Poppy's          | 132   | -        | -                |
| 2005 | «Mi Corazon»                        | Livin' in the City          | 182   | -        | -                |
| 2010 | «Classic Fantastic»                 | Classic Fantastic           | -     | -        | -                |
| 2010 | «Mister Sun»                        | Classic Fantastic           | -     | -        | -                |